# Superliga 2008/09 (Türkei)
Die Saison 2008/09 war die 17. Spielzeit der Superliga, der höchsten türkischen Eishockeyspielklasse. Meister wurde zum sechsten Mal in der Vereinsgeschichte Polis Akademisi ve Koleji.

## Hauptrunde

### Modus
In der Hauptrunde absolvierte jede der sechs Mannschaften insgesamt zehn Spiele. Die vier bestplatzierten Mannschaften qualifizierten sich für die Playoffs, in denen der Meister ausgespielt wurde. Für einen Sieg erhielt jede Mannschaft drei Punkte, bei einem Unentschieden gab es ein Punkt und bei einer Niederlage null Punkte.

### Tabelle
|    | Klub                                   | Sp | S | U | N | Tore   | Punkte |
| -- | -------------------------------------- | -- | - | - | - | ------ | ------ |
| 1. | Kocaeli Büyükşehir Belediyesi Kağıt SK | 10 | 9 | 0 | 1 | 149:18 | 27     |
| 2. | Polis Akademisi ve Koleji              | 10 | 8 | 0 | 2 | 141:28 | 24     |
| 3. | Başkent Yıldızları SK                  | 10 | 7 | 0 | 3 | 131:44 | 21     |
| 4. | İstanbul Paten SK                      | 10 | 3 | 0 | 7 | 21:104 | 9      |
| 5. | Anka Spor Kulübü                       | 10 | 2 | 0 | 8 | 28:158 | 6      |
| 6. | Büyükşehir Belediyesi Ankara SK        | 10 | 1 | 0 | 9 | 23:141 | 3      |

Sp = Spiele, S = Siege, U = Unentschieden, N = Niederlagen

## Playoffs

### Halbfinale
- Başkent Yıldızları SK – Polis Akademisi ve Koleji 2:6; 2:14
- Kocaeli Büyükşehir Belediyesi Kağıt SK – İstanbul Paten SK 38:0; 16:0

### Spiel um Platz 3
- İstanbul Paten SK – Başkent Yıldızları SK 3:24

### Finale
- Polis Akademisi ve Koleji – Kocaeli Büyükşehir Belediyesi Kağıt SK 11:6; 11:3